# 카롤리나 그루슈카
카롤리나 그루슈카(폴란드어: Karolina Gruszka, 1980년 7월 13일~)는 폴란드의 배우이다.

## 출연 작품
- 후 윌 라이트 아워 히스토리 (2018)
- 디 아트 오브 러빙 (2017)
- 마리 퀴리 - 지식의 용기 (2016)
- 더 해피니스 오브 더 월드 (2016)
- 샐베이션 (2015)
- 이반, 아미르의 아들 (2013)
- 타네츠 델리 (2012)
- 옥시즌 (2009)
- 지옥에서의 세 계절 (2009)
- 크러쉬 (2009)
- 레졸루션 819 (2008)
- 우리는 모두 예수다 (2006)
- 인랜드 엠파이어 (2006)
- 봄이 올 때까지 (2001)
- 대위의 딸 (2000)